# Sân vận động Martyrs
Sân vận động Martyrs de la Pentecôte (tiếng Pháp: Stade des Martyrs de la Pentecôte), còn được gọi đơn giản là Sân vận động Martyrs (tiếng Pháp: Stade des Martyrs) và trước đây được gọi là Sân vận động Kamanyola (tiếng Pháp: Stade Kamanyola), là một sân vận động quốc gia nằm ở thị trấn Lingwala ở Kinshasa, thủ đô của Cộng hòa Dân chủ Congo. Sân chủ yếu được sử dụng cho các trận đấu bóng đá và đã tổ chức nhiều buổi hòa nhạc và các giải đấu điền kinh.
Đây là sân nhà của đội tuyển bóng đá quốc gia Cộng hòa Dân chủ Congo và AS Vita Club và DC Motema Pembe của giải bóng đá vô địch quốc gia Cộng hòa Dân chủ Congo. Sân vận động có sức chứa 80.000 người cho các trận đấu quốc tế, nhưng sức chứa là 125.000 người cho hầu hết các trận đấu.

## Lịch sử
Sân vận động Martyrs ban đầu được gọi là Sân vận động Kamanyola. Việc xây dựng bắt đầu vào ngày 14 tháng 10 năm 1988 và kết thúc vào ngày 14 tháng 10 năm 1993. Sân đã thay thế cho sân vận động quốc gia cũ, Sân vận động Tata Raphaël.
Năm 1997, sân vận động được đổi tên thành "Sân vận động Martyrs de la Pentecôte" để tưởng nhớ bốn bộ trưởng bị Mobutu Sese Seko thanh trừng và treo cổ tại địa điểm này vào ngày 2 tháng 6 năm 1966: Évariste Kimba, Jérôme Anany, Emmanuel Bamba và Alexandre Mahamba.